# Boeckella coronaria
Boeckella coronaria is een eenoogkreeftjessoort uit de familie van de Centropagidae. De wetenschappelijke naam van de soort is voor het eerst geldig gepubliceerd in 1922 door Henry.